# تیمچه صرافیان
تیمچه صرافیان مربوط به دوره قاجار است و در آباده، بازار کهنه آباد، واقع در بافت قدیم شهر واقع شده و این اثر در تاریخ ۱۳ مهر ۱۳۷۶ با شمارهٔ ثبت ۱۹۳۲ به‌عنوان یکی از آثار ملی ایران به ثبت رسیده است.

## نگارخانه

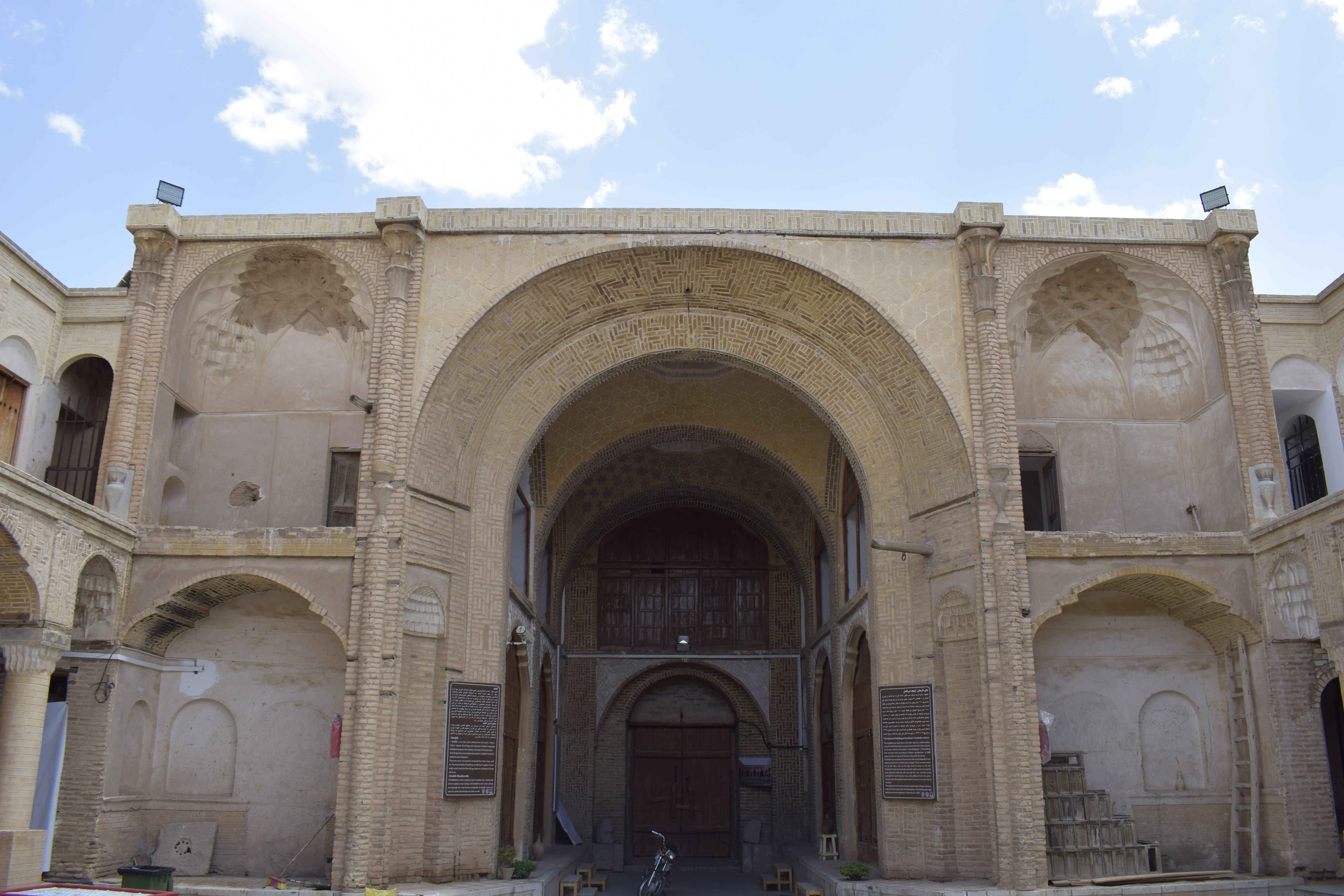
در ورودی تیمچه صرافیان از نمای داخل
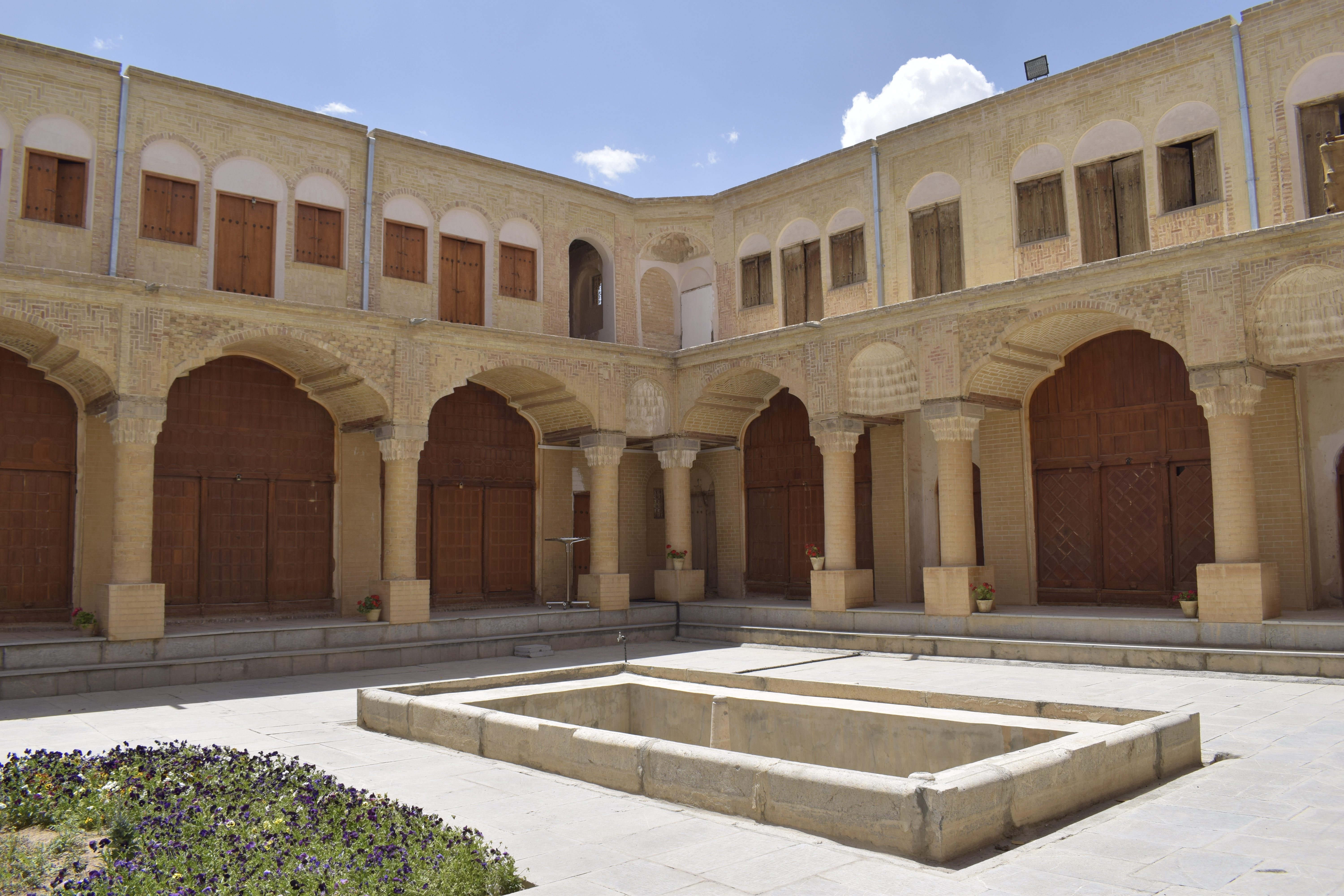
تیمچه صرافیان
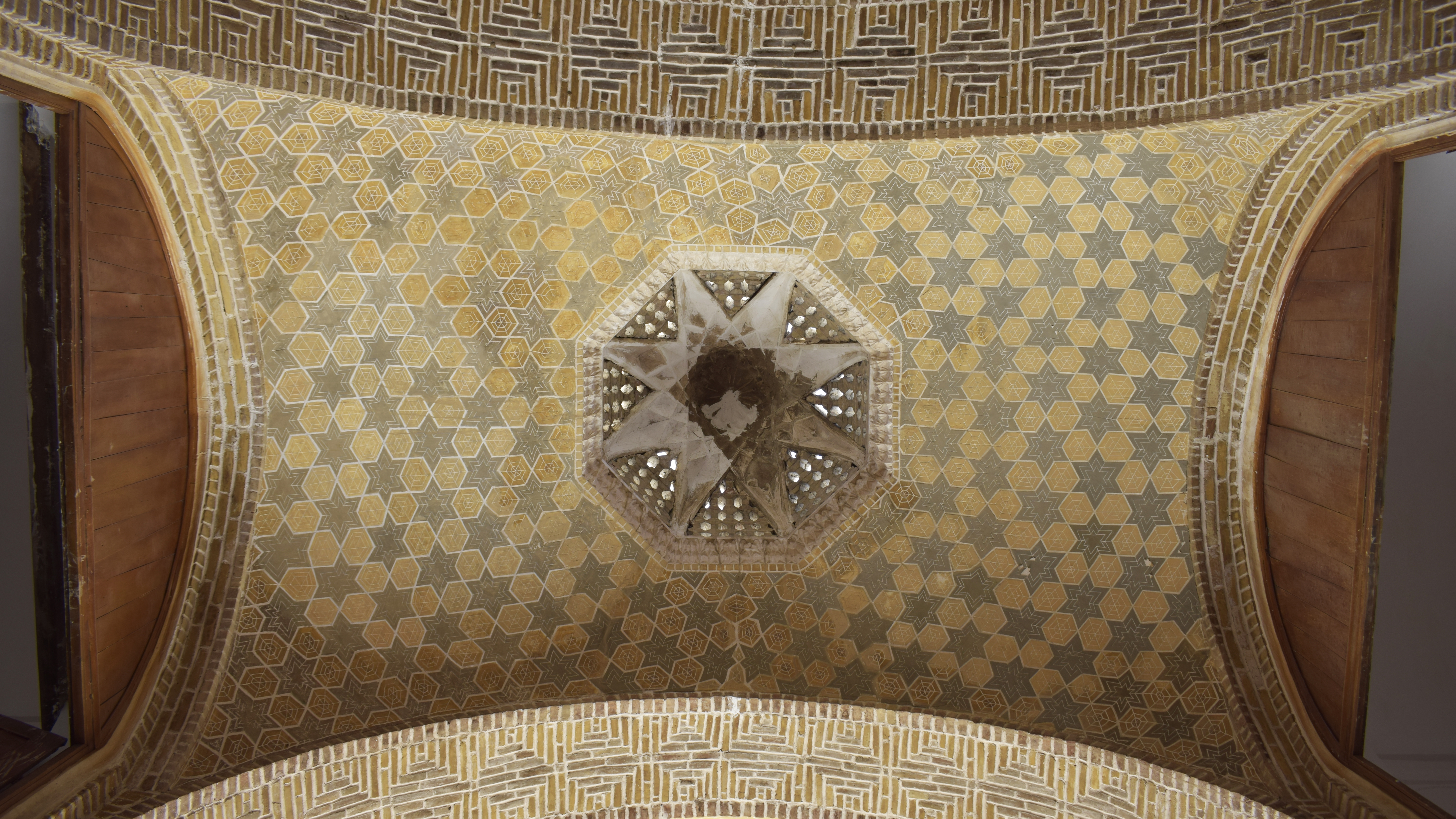
طاق تیمچه صرافیان
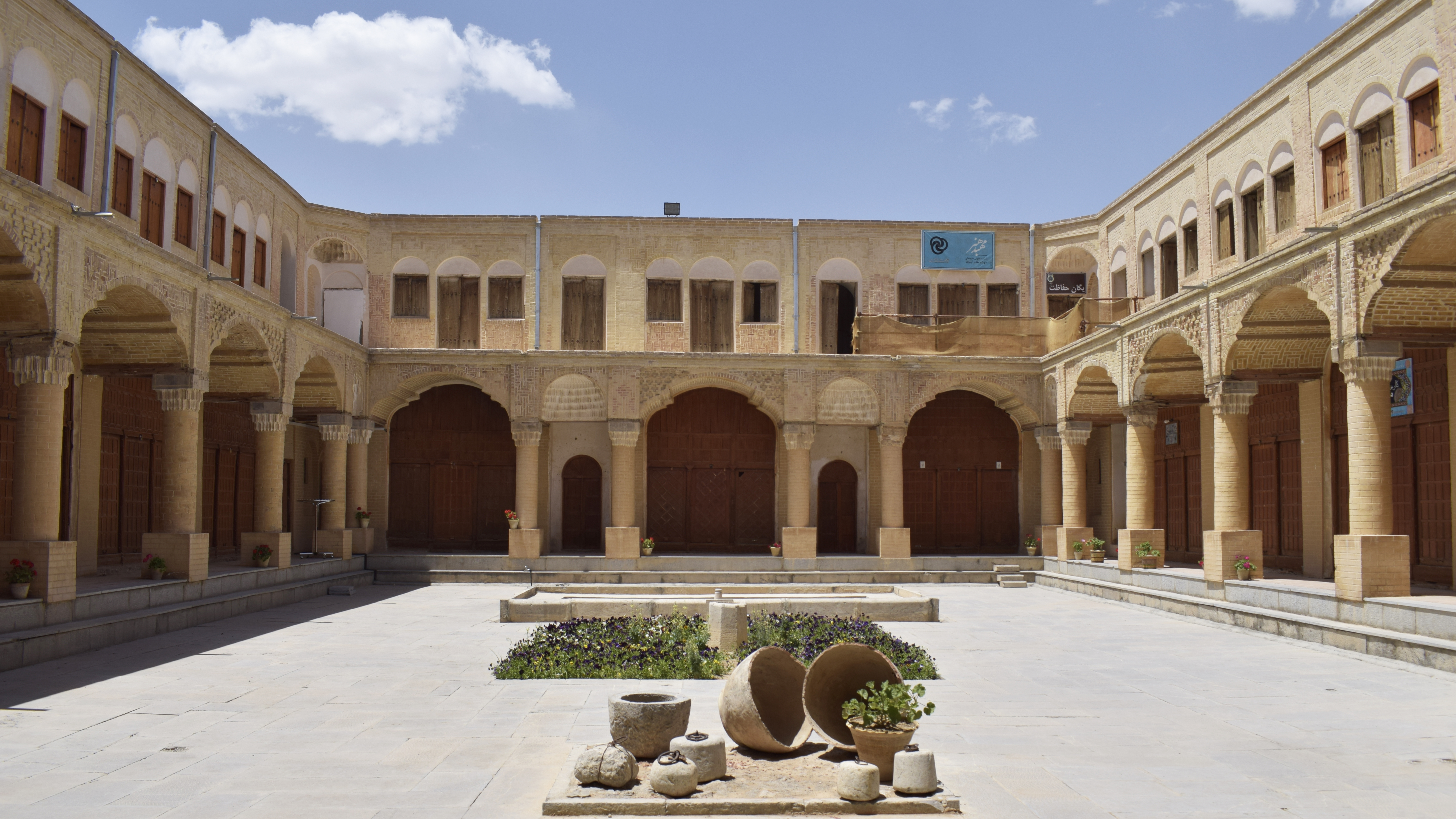
تیمچه صرافیان از نمای ورودی